# Foregone
Foregone es el decimocuarto álbum de estudio de la banda sueca de death metal melódico, In Flames. El álbum se lanzó el 10 de febrero de 2023 a través de Nuclear Blast y fue producido por Howard Benson. Es el primer álbum de la banda que presenta al guitarrista Chris Broderick, quien reemplazó a Niclas Engelin.

## Antecedentes y lanzamiento
El 13 de junio de 2022, In Flames anunció que volvería a firmar con Nuclear Blast y lanzó el sencillo "State of Slow Decay"; la canción se destacó por tener un sonido similar a las pistas anteriores de death metal melódico de la banda. El 1 de agosto, la banda lanzó el sencillo "The Great Deceiver". El 15 de septiembre, In Flames anunció que su decimocuarto álbum, Foregone, se lanzaría el 10 de febrero de 2023. El mismo día del anuncio del álbum, la banda lanzó un visualizador para un tercer sencillo, "Foregone, Pt. 1". "Foregone, Pt. 2" fue lanzado como el cuarto sencillo del álbum el 7 de noviembre junto con un video musical. El 16 de enero de 2023, un mes antes del lanzamiento del álbum, dieron a conocer el quinto sencillo "Meet Your Maker" y su correspondiente video musical.

## Lista de canciones
| N.º | Título                        | Duración |  |
| 1.  | «The Beginning of All Things» | 2:13     |  |
| 2.  | «State of Slow Decay»         | 3:58     |  |
| 3.  | «Meet Your Maker»             | 3:57     |  |
| 4.  | «Bleeding Out»                | 4:01     |  |
| 5.  | «Foregone, Pt. 1»             | 3:24     |  |
| 6.  | «Foregone, Pt. 2»             | 4:30     |  |
| 7.  | «Pure Light of Mind»          | 4:26     |  |
| 8.  | «The Great Deceiver»          | 3:45     |  |
| 9.  | «In the Dark»                 | 4:17     |  |
| 10. | «A Dialogue in B Flat Minor»  | 4:28     |  |
| 11. | «Cynosure»                    | 4:05     |  |
| 12. | «End the Transmission»        | 3:42     |  |

## Personal
In Flames
- Anders Fridén – Vocalista
- Björn Gelotte – Guitarra
- Chris Broderick - Guitarra
- Bryce Paul Newman – Bajo
- Tanner Wayne – Batería, percusión